# سالم البدر
سالم جَلَبي بن بدر بن محمد بن بدر الجناعي الكويتي (؟ - 11 ربيع الأول 1313 هـ/ 1895م)، مِن أعيان البصرة، أصله من الكويت إذ كان نوخذة فيها، ثم استوطنَ البصرة وعُيّن أولَ رئيس لبلدية البصرة ثم رئيساً لمحكمة تجارة البصرة، وهو من أسرة البدر التي كانت في زمانه بالبصرة والكويت،
قال يوسف بن عيسى القناعي فيه:"كان وكيلا ومعتمدا لآل الصباح، ثم خلفه بعد وفاته في هذا المنصب ابنه عبد العزيز، الذي ظل يشغله حتى أيام المرحوم الشيخ احمد الجابر. وسالم البدر هو شقيق جدّنا سليمان بن بدر بن محمد بن بدر الجناعي، وهو عمّ الوالد انتقل إلى البصرة سنة 1277 هـ"، وكان وكيلاً لأملاك آل الصباح بولاية البصرة، ثم بعد وفاته قام مقامه ابنُه عبد العزيز، وقال إبراهيم الشريفي في كتابه (الموسوعة الذهبية في أنساب قبائل وأسر شبه الجزيرة العربي) "أما بيت سالم البدر فهو من قناعات الكويت هاجر منها سنة 1277 هـ"، وقال إبراهيم فصيح بن السيد صبغة الله الحيدري البغدادي في كتابه عنوان المجد في بيان أحوال بغداد والبصرة ونجد المنشور في عام 1869 “سالم البدر الكويتي وهو من الثقات الأخيار له من الثروة التامة والمراسلات إلى الهند وغيرها ولأهل سواحل البحرين من مسقط والبحرين والكويت، وبر فارس وغيرها بالمراجعة والتردد عليه ذو نفس كريمة ومعاملة حسنة لم يزل بيته مأوى لكل وارد من البحر وهو من أهل الكويت وله أخ صالح من التجار في الكويت يسمى سليمان البدر”.
وفي مدة ولاية العثماني مدحت باشا على عهد متسلم البصرة بالوكالة غالب أفندي، قال علاء لازم العيسى "ومن الأحداث المهمة التي وقعت في عهده إحصاء نفوس البصرة في ربيع ثاني سنة 1289 هـ، وكانت التقديرات التخمينية لنفوس البصرة في 1288 هـ تبلغ ثمانية أو عشرة آلاف نفس، انتهت رئاسة الحاج سالم جلبي في الرابع من شوال سنة 1290 هـ"،  قال خليف الشمري "سالم البدر: من عائلة القناعي وهو من الثقات وعمل في البداية ( نوخذه ) ثم ترك هذه المهنة واستوطن البصرة مِن أكبر تجار الكويت وكانت له مقاطعات زراعية كبيرة في البصرة وساهم في حملة مدحت باشا على الإحساء 1288 هـ / 1871 م وكان له من أعمال الخير الكثير من بناء مساجد وإطعام المحتاجين ومساعدة المعوزين، ويعتبر من أعيان البصرة وسراتها، وتوفي في البصرة سنة 1312هـ/1895م". قال مبارك الصباح في رسالة موجّهة إلى الوزير الأول بالدولة العثمانية "لقد قدَّمَ عبد العزيز سالم البدر وأجداده المقيمون بالبصرة خدمات جليلة لنا".
لسالم البدر ابن اسمه يوسف جلبي، من ذوات البصرة، اُنتخب للمجلس البلدي للبصرة عضواً بين سنة 1926 و1930م.

## قصته مع آل السعدون
كان سالم أحد وكلاء ناصر باشا السعدون على بعض أملاكه في البصرة عندما كان ناصر موجودًا في الأستانة من 1878م حتى وفاته 1885م، فقد احتجز سالم بعض الإيرادات ولم يسلمها لرب العمل، فترتب له بذمته مبلغ كبير من المال. وقد ضغط عليه مزيد باشا ابن ناصر السعدون لإيفاء ذلك الدين. إلا أن سالم تفادى ذلك الضغط باللوذ بآل صباح الذين تشفعوا له عند ناصر باشا لإمهاله فترة من الوقت للتسديد تحت كفالتهم. فاستجاب ناصر لطلبهم بتمديد المهملة المحددة للسداد. ويبدو أن هناك ربطا بين تلك القصة وما ذكره عبد الله الحاتم: من أن الحاج سالم البدر قد أصيب في تجارته بأضرار جسيمة، وأصبح على قاب قوسين أو أدنى من الإفلاس، ووقع الحجز على مقاطعة قردلان العائدة له في البصرة، وضاق به الحال حتى كتب إلى الشيخ محمد الصباح وأخيه جراح مبينًا لهما ما آل إليه حاله، وطلب منهما قرضا قيمته خمسون ألف شامي مقابل رهن جزء من مقاطعة قردلان بعد فك الحجز عنها، فرفضا طلبه. وهنا كتب إلى أخيهما الأكبر الشيخ عبد الله حاكم الكويت يخبره بما كان من موقف أخويه منه ورفضهما إقراضه. فاستشاط الشيخ عبد الله غضبأ واستدعى على الفور نوخذة إسمه فياض، فطلب منه أن يهيء له سفينة استعدادًا للسفر إلى البصرة. فاستفسر محمد وجراح عن سبب عزم أخيهما المفاجئ للسفر، فقال إنه ذاهب إلى البصرة ليرهن مقاطعة الفاو ليعطي سالم البدر ماسبق أن طلبه منهما، فلما وجداه جادًا في قوله وافقا على اقراض الحاج سالم البدر المبلغ مقابل رهن جزء من مقاطعة قردلان. وأصبح الجزء المرهون بعد ذلك من نصيب «علي المحمد الصباح».

## أهميته في تاريخ الكويت
في عهد عبد الله الصباح شيخ إمارة الكويت الذي عيّنته الدولة العثمانية قائممقام، أرادت الدولة العثمانية استطلاع أحوال الكويت والتعرف عليها، فقررت الدولة إرسال وفد من البصرة إلى الكويت، وقد علمَ سالمٌ الجلبي البدر بذلك وهو بالبصرة فأرسل بالخبر إلى مُوكلِّه عبد الله الصباح مبادراً وصول الوفد واقترح سالم على عبد الله أن يُغلق جميع حوانيت البلدة بما فيها سوق اللحم وإخماد كل ما يمكن إخماده من مظاهر الحياة فاستحسن الشيخ عبد الله الصباح الاقتراح وأمر بتنفيذه فلمّا جاء الوفد العثماني فوجئوا بما رأوا في الكويت وسوقها بانعدام ما يلفت النظر أو يوحي بمباهج الحياة فرجع الوفد إلى البصرة وكتبوا تقريراً جعل الدولة العثمانية تعدل عن خطتها للتحويل الرسمي لمشيخة الكويت إلى قائممقامية.

## الملاحظات
1. ↑  الشامي هو القرش قبل ضرب الليرة العثمانية الذهبية زمن محمد رشاد ويقال له القرش الرومي وبقي إسم الشامي شائعا في البصرة وأنحائها، ويعادل الشامي 9 قروش ونصف حتى سنة 1914،[15] ويساوي في ذلك الوقت شلنًا إنجليزيا واحدًا وستة بنسات.[16]